# Paller

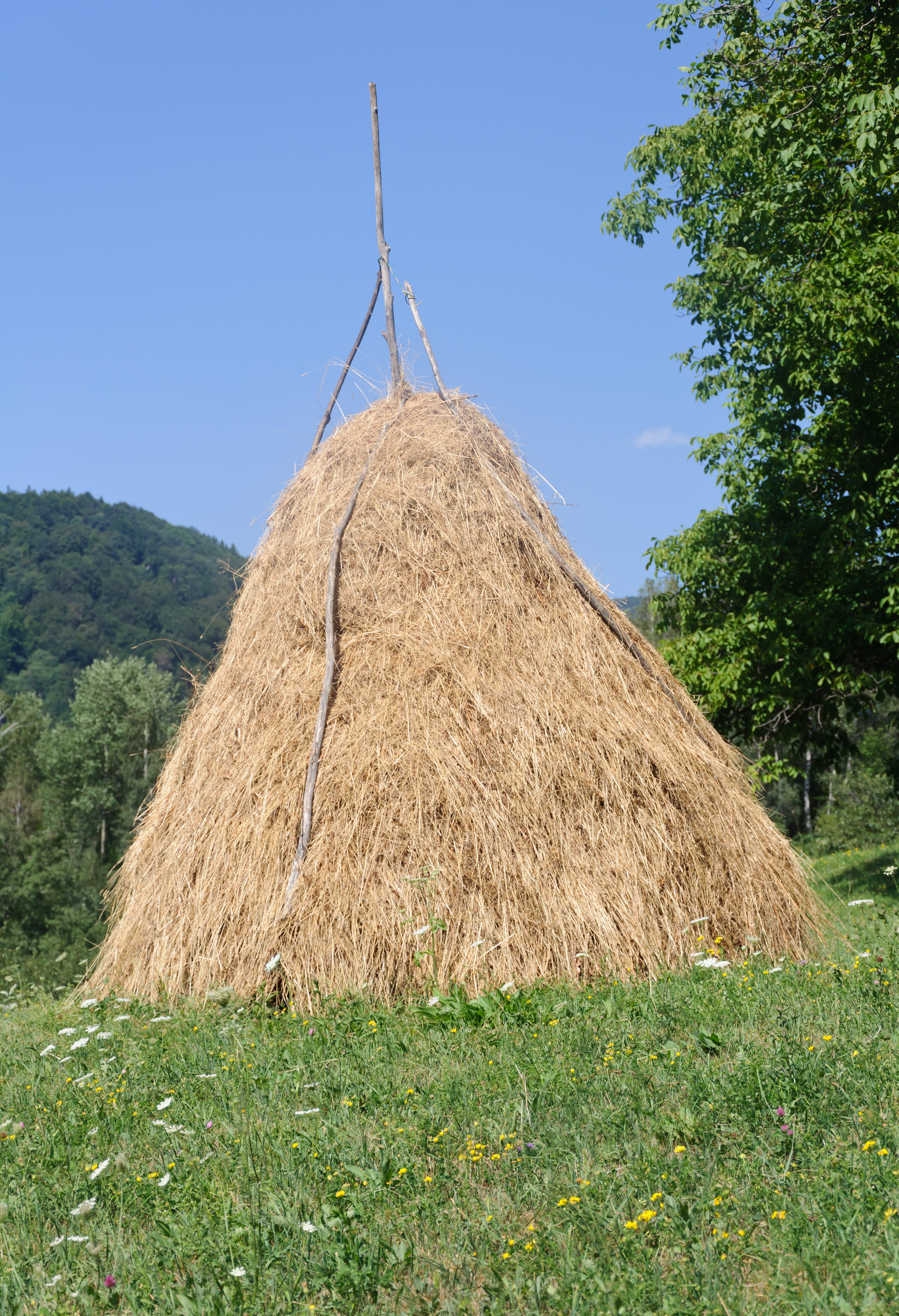
Vista de prop del paller

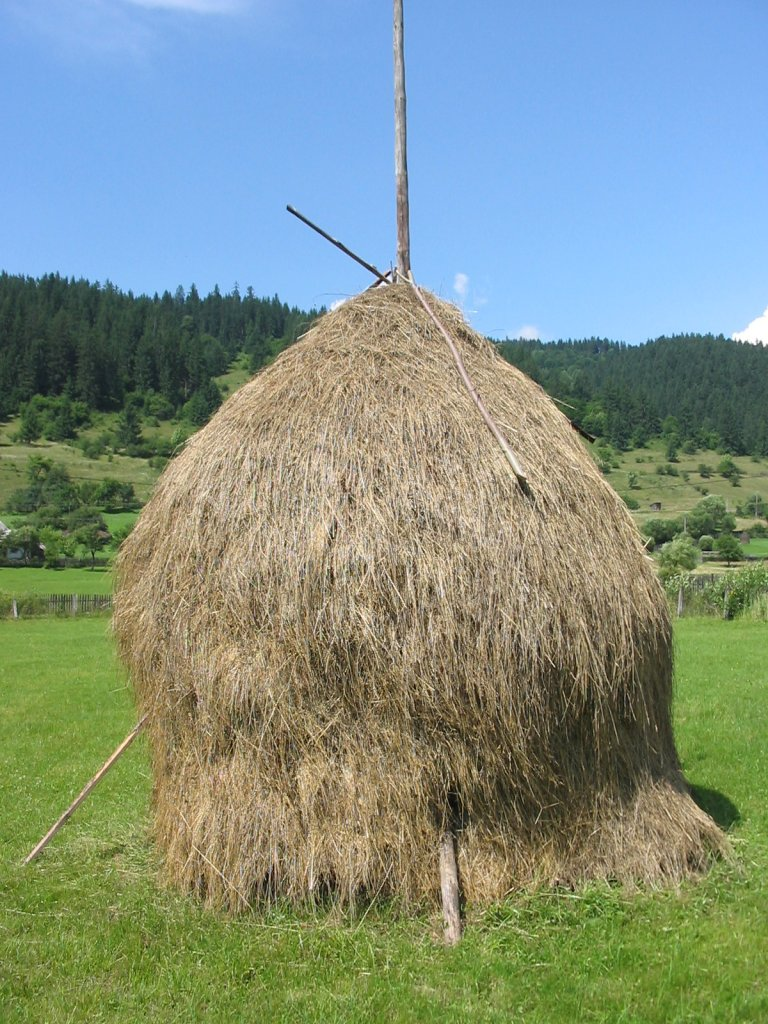
Fenc apilat, a Romania

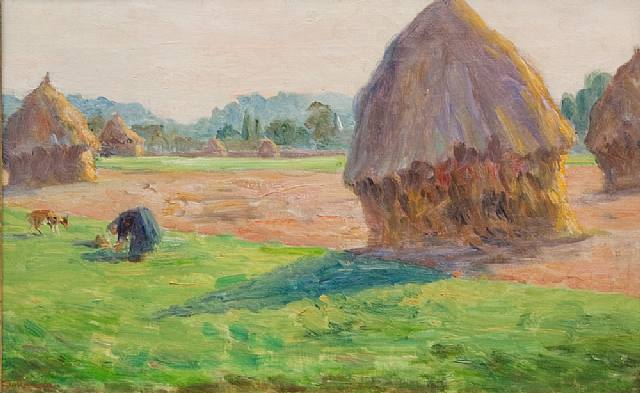
Les Meules, de Armand Guillaumin (circa 1890-1895).

El paller és un tipus de construcció utilitzat al començament de segle xx, tant com un mètode d'assecat com d'emmagatzematge del farroig o la palla. Es preparava a mà després de segar o de la collita. Es componia d'un pal central de fusta sobre el que s'hi acumulava el fenc tallat, en capes, formant un munt fins a la seva posterior transferència a l'estable. Era una característica dels països europeus de clima càlid abans de l'abandonament de la pràctica en favor de les bales d'emmagatzematge per raó del desenvolupament de la mecanització agrícola.
Al voltant del paller s'hi feia un petit mur per a evitar que el bestiar s'acostés per menjar-se el fenc. En l'actualitat, amb l'ús de la maquinària, aquest sistema d'emmagatzematge ha estat substituït per les bales de palla. A part, el paller tenia el desavantatge de deixar florir les parts exposades a la pluja, podent enverinar o fer emmalaltir el bestiar.

## Descripció
El fenc solt es traslladava a una zona designada per a l'apilament —normalment una zona una mica elevada per poder drenar l'aigua— on es formava una pila de fenc o paller. La pila es feia a prova d'aigua (una tasca de considerable habilitat) i el fenc es comprimia sota el seu propi pes i es guaria per de les forces de compressió i l'alliberament de calor de la humitat residual del fenc. La pila s'envoltava d'una tanca per a separar-la de la resta del camp. Quan feia falta palla, el paller s'obria amb un ganivet i cada dia una part s'utilitzava per alimentar als animals. Depenent de la zona, el paller podia estar suportat sobre una estructura interna a la seva base o tenir una coberta impermeable que es podia baixar a mesura que es retirava el fenc.

## Combustió espontània
Les piles de fenc produïxen calor interna a causa de la fermentació bacteriana. Si s'apila fenc amb herba humida, la calor produïda pot ser suficient perquè es cali foc en el paller. Els grangers han d'anar amb compte amb els nivells d'humitat per a evitar aquesta "combustió espontània", perquè el foc en un paller pot ser molt perillós.
El fenc apilat abans que estigui completament sec pot produir suficient calor per iniciar un incendi. Els pagesos han de tenir cura amb els nivells d'humitat per evitar la combustió espontània, que és una de les principals causes dels incendis en els pallers. la calor és generada pel procés de respiració, que es produeix fins que el contingut d'humitat del fenc assecat cau per sota de 40%. Hi es considera completament sec quan arriba a 20% d'humitat. Problemes de combustió sol ocórrer dins de cinc a set dies d'apilament. Un paller més fred de 120°F (49 °C) està en poc perill, el fenc entre 120 i 140°F (49 i 60 °C) ha de ser eliminat dels pallers o altres estructures i separat perquè pugui refrescar-se. Si la temperatura d'un paller supera més de 140°F (60 °C), es pot incendiar.